# داروين ك. كايل
داروين ك. كايل (بالإنجليزية: Darwin K. Kyle)‏ هو عسكري أمريكي، ولد في 1 يونيو 1918 في جينكينز في الولايات المتحدة، وتوفي في 16 فبراير 1951 في كوريا في ممالك كوريا الثلاث.